# Єспер Даланн
Є́спер Но́рманн Да́ланн (норв. Jesper Normann Daland, нар. 6 січня 2000, Крістіансанн, Норвегія) — норвезький футболіст, захисник валлійського клубу «Кардіфф Сіті».

## Клубна кар'єра
Починав свою футбольну кар'єру у клубі Третього дивізіону «Вігер», де грав у юнацьких командах. У 2016 році футболіст уклав угоду з клубом «Стабек». Але в першій команді Даланн не грав, виступаючи переважно за молодіжний склад.
У 2019 році Даланн перейшов до клубу зі свого рідного міста — «Старту» з Крістіансанна. Починав також грати за другу команду клубу. 12 травня Даланн був заявлений на матч першої команди але на полі тоді захисник так і не з'явився. А через тиждень Єспер отримав травму і вибув з гри до кінця сезону. За результатами того сезону «Старт» посів третє місце у Другому дивізіоні і через перехідні ігри вийшов до Елітсерії. І свій дебютний матч на дорослому рівні Даланн провів лише у червня 2020 року. А вже у наступному матчі в основі відзначився забитим голом. Влітку 2020 року Даланн підписав з клубом новий трирічний контракт.
У травні 2021 року Єспер Даланн уклав контракт терміном на чотири роки з бельгійським клубом «Серкль Брюгге».
20 серпня 2024 року уклав чотирирічний контракт з валлійським клубом «Кардіфф Сіті», який грає у англійському Чемпіоншипі.

## Збірна
У 2017 році Єспер Даланн у складі юнацької збірної Норвегії (U-17) брав участь у юнацькій першості Європи, що проходив в Хорватії.
4 вересня 2020 року Даланн дебютував у складі молодіжної збірної Норвегії.